# Onufry Rzepecki
Onufry Rzepecki (ur. 7 kwietnia 1787 w Stojowicach, zm. 1831 w Nowym Dworze) – polski wojskowy, podpułkownik i dowódca kompanii służący w armii Księstwa Warszawskiego, uczestnik powstania listopadowego.

## Życiorys
Syn Kazimierza i Anny z Zawadzkich.
W czasie powstania listopadowego walczył m.in. w bitwie pod Wawrem i bitwie grochowskiej. W czasie obrony Warszawy stracił nogę od rosyjskiej kuli armatniej. Po upadku stolicy razem z polskim wojskiem wycofał się do Modlina. Tam 14 września 1831 otrzymał Krzyż Kawalerski Orderu Virtuti Militari.